# Laurent Despas
Laurent Despas, né à Fougères en Bretagne, est un journaliste français établi en Côte d'Ivoire et propriétaire de média.

## Biographie
Laurent Despas est né en Bretagne dans la commune de Fougères. Après avoir travaillé à TF1 et M6, en 2006, Laurent Despas décline une promotion à la direction de l'information de France 2 et décide de quitter ses fonctions au sein de France 2 pour partir s'installer à Abidjan.   
Après avoir occupé un poste de conseiller à la primature, il fonde depuis Abidjan en 2007 le média panafricain d'information, KOACI.COM.   
Lors d'émeutes à Abidjan au cours de la crise ivoirienne de 2010-2011, Laurent Despas est victime d'une violente agression par un groupe d'hommes armés de machettes, de barres de fer et de gourdins,, il sera ensuite arrêté dans les locaux de son journal au Plateau et brutalisé au palais présidentiel par les hommes du général Dogbo Blé .    
En mai 2016, le journaliste est arrêté avec l'un de ses collègues dans le cadre d'une enquête portant sur la diffusion de fausses nouvelles par Michel Gbagbo. Celui-ci avait en effet affirmé dans une interview que la Présidence ivoirienne n'avait pas incarcéré de prisonniers politiques, informations démenties par des médias ivoiriens. Le site Koaci.com avait de son côté relayé l'information. Plusieurs fois reporté, le procès se tient début 2018 et voit le journaliste condamné à payer une amende. Son avocat fait appel de cette condamnation, estimant que la décision est un recul important pour la liberté de la presse.   
En décembre 2020, l'appel abouti et les condamnations contre Laurent Despas et Michel Ggbabo sont levées.  

## Reconnaissance
En 2019, fort du succès de KOACI.COM, le gouvernement ivoirien le distingue Chevalier de l’ordre du mérite de la communication et des médias.